# Jesús Rabanal
Jesús Giancarlos Rabanal Dávila (Lima, 25 dicembre 1984) è un calciatore peruviano, difensore dell'Alianza Lima.